# Большая Буда
Больша́я Бу́да— деревня  в  Смоленской области России,  в Шумячском районе. Население — 16 жителей (2007 год) . Расположено в юго-западной  части области  в 21 км к северо-западу от Шумячей, в 12 км севернее границы с Беларусью. 
Входит в состав Руссковского сельского поселения.

## История
Название произошло от слова Буда - в прошлом предприятие по производству поташа, расположенное в лесу.